# نگالا
نگالا (به لاتین: Negala) یک منطقهٔ مسکونی در افغانستان است که در کوهستانات واقع شده‌است.